# 롤라 텅
롤라 텅(Lola Tung, 2002년 10월 28일 ~ )은 미국의 배우, 가수, 모델이다. 드라마 《내가 예뻐진 그 여름》의 주인공 이사벨 "밸리" 콜킨 역으로 이름을 알렸다.